# 길버트 스튜어트

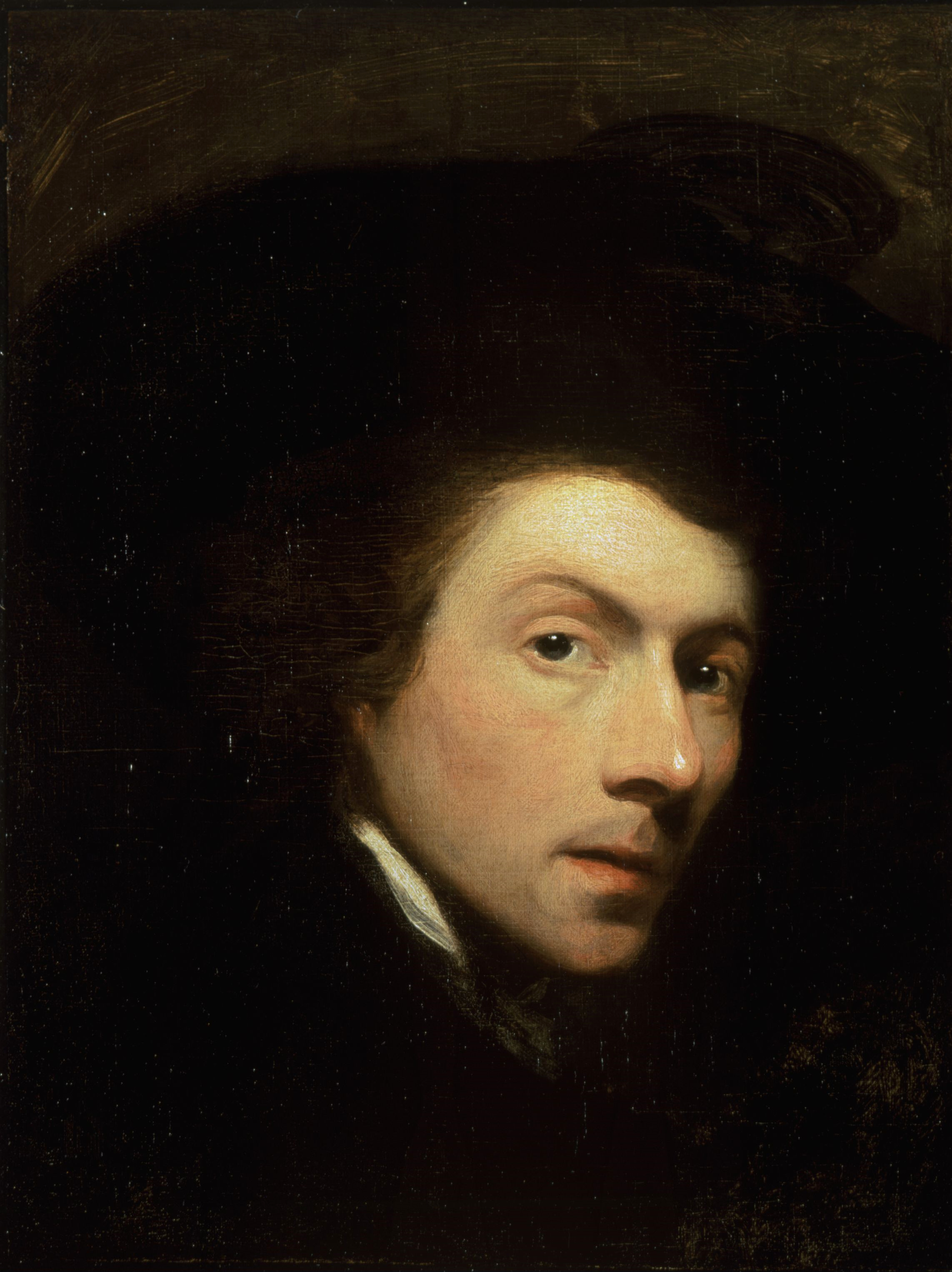
스튜어트의 자화상 (1778년)

길버트 찰스 스튜어트(영어: Gilbert Charles Stuart, 1755년 12월 3일 - 1828년 7월 9일)는 미국의 화가이다. 미국에 있어서의 초창기의 초상화가라고 생각할 수 있다. 일생동안 6명의 미국 대통령을 포함한 1000명 이상의 초상화를 그렸지만, 그의 가장 유명한 작품은 조지 워싱턴을 그린 것으로써 19세기부터 20세기 초의 미국 우표에도 사용되었고 현재 1달러 지폐에도 사용되고 있다.